# Вольная борьба на летних Олимпийских играх 1964 — до 97 кг
Соревнования по вольной борьбе в рамках Олимпийских игр 1964 года в полутяжёлом весе (до 97 килограммов) прошли в Токио с 11 по 14 октября 1964 года в «Komazawa Gymnasium».
Турнир проводился по системе с начислением штрафных баллов. За чистую победу штрафные баллы не начислялись, за победу по очкам борец получал один штрафной балл, за ничью два штрафных балла, за поражение по очкам три штрафных балла, за чистое поражение — четыре штрафных балла. Борец, набравший шесть штрафных баллов, из турнира выбывал. Трое оставшихся борцов выходили в финал, где проводили встречи между собой. Встречи между финалистами, состоявшиеся в предварительных схватках, шли в зачёт. Схватка по регламенту турнира продолжалась 10 минут с перерывом в одну минуту после пяти минут борьбы. Была отменена обязательная борьба в партере; теперь в партер ставили менее активного борца.
В полутяжёлом весе боролись 16 участников. Самым молодым участником был 21-летний Хайнц Киль, самым возрастным 34-летний Голамреза Тахти. Несомненным фаворитом был Александр Медведь, чемпион мира 1962 и 1963 годов. Однако нельзя было сбрасывать со счетов и многоопытного ветерана Голамреза Тахти, олимпийского чемпиона 1956 года, вице-чемпиона 1960 года, и только начинающего свою международную карьеру Ахмета Айика, в будущем ставшем олимпийским чемпионом и двукратным чемпионом мира. В финал вышли Медведь, Айик и болгарин Саид Мустафов. При этом Айик уже провёл свои встречи против двух финалистов, и обе свёл вничью, при этом у Медведя даже выигрывал по ходу встречи, но преимущество удержать не сумел. Таким образом, всё зависело от встречи Медведя и Мустафова. Но Медведь снял все вопросы, уложив Мустафова на лопатки менее чем за 40 секунд, и завоевал свою первую из трёх золотых олимпийских медалей.  

## Призовые места
- Александр Медведь (URS)
- Ахмет Айик (TUR)
- Саид Мустафов (BUL)

## Первый круг
| Штрафных баллов | Участник 1              | Результат   | Участник 2                     | Штрафных баллов |
| --------------- | ----------------------- | ----------- | ------------------------------ | --------------- |
| 1               | Петер Ютцелер (SUI)     | По очкам    | Марути Мане (IND)              | 3               |
| 0               | Хайнц Киль (EUA)        | Туше (5:59) | Элзийсайханы Эрдэнэ-Очир (MGL) | 4               |
| 1               | Голамреза Тахти (IRI)   | По очкам    | Имре Вих (HUN)                 | 3               |
| 1               | Сунити Кавано (JPN)     | По очкам    | Тони Бак (GBR)                 | 3               |
| 1               | Хью Уильямс (AUS)       | По очкам    | Сион Коэн (PAN)                | 3               |
| 2               | Ахмет Айик (TUR)        | Ничья       | Саид Мустафов (BUL)            | 2               |
| 0               | Александр Медведь (URS) | Туше (2:12) | Франциск Балла (ROU)           | 4               |
| 1               | Джерри Конин (USA)      | По очкам    | Леннарт Эрикссон (SWE)         | 3               |

## Второй круг
| Штрафных баллов | Участник 1              | Результат   | Участник 2                     | Штрафных баллов |
| --------------- | ----------------------- | ----------- | ------------------------------ | --------------- |
| 1               | Петер Ютцелер (SUI)     | Туше (1:07) | Элзийсайханы Эрдэнэ-Очир (MGL) | 8               |
| 4               | Марути Мане (IND)       | По очкам    | Хайнц Киль (EUA)               | 3               |
| 1               | Голамреза Тахти (IRI)   | Туше (3:28) | Тони Бак (GBR)                 | 7               |
| 3               | Сунити Кавано (JPN)     | Ничья       | Имре Вих (HUN)                 | 5               |
| 2               | Саид Мустафов (BUL)     | Туше (0:17) | Сион Коэн (PAN)                | 7               |
| 2               | Ахмет Айик (TUR)        | Туше (7:51) | Хью Уильямс (AUS)              | 5               |
| 1               | Александр Медведь (URS) | По очкам    | Леннарт Эрикссон (SWE)         | 6               |
| 3               | Джерри Конин (USA)      | Ничья       | Франциск Балла (ROU)           | 6               |

## Третий круг
| Штрафных баллов | Участник 1              | Результат   | Участник 2          | Штрафных баллов |
| --------------- | ----------------------- | ----------- | ------------------- | --------------- |
| 4               | Хайнц Киль (EUA)        | По очкам    | Петер Ютцелер (SUI) | 4               |
| 6               | Имре Вих (HUN)          | По очкам    | Марути Мане (IND)   | 7               |
| 1               | Голамреза Тахти (IRI)   | Туше (1:48) | Сунити Кавано (JPN) | 7               |
| 2               | Саид Мустафов (BUL)     | Туше (5:19) | Хью Уильямс (AUS)   | 9               |
| 3               | Александр Медведь (URS) | Ничья       | Ахмет Айик (TUR)    | 4               |
| 3               | Джерри Конин (USA)      | Пропускал   |                     |                 |

## Четвёртый круг
| Штрафных баллов | Участник 1              | Результат | Участник 2            | Штрафных баллов |
| --------------- | ----------------------- | --------- | --------------------- | --------------- |
| 5               | Петер Ютцелер (SUI)     | По очкам  | Джерри Конин (USA)    | 6               |
| 3               | Саид Мустафов (BUL)     | По очкам  | Хайнц Киль (EUA)      | 7               |
| 5               | Ахмет Айик (TUR)        | По очкам  | Голамреза Тахти (IRI) | 4               |
| 3               | Александр Медведь (URS) | Пропускал |                       |                 |

## Пятый круг
| Штрафных баллов | Участник 1              | Результат   | Участник 2          | Штрафных баллов |
| --------------- | ----------------------- | ----------- | ------------------- | --------------- |
| 3               | Александр Медведь (URS) | Туше (3:51) | Петер Ютцелер (SUI) | 9               |
| 6               | Голамреза Тахти (IRI)   | Ничья       | Саид Мустафов (BUL) | 5               |
| 5               | Ахмет Айик (TUR)        | Пропускал   |                     |                 |

## Финал

### Встреча 1
| Штрафных баллов | Участник 1              | Результат   | Участник 2          | Штрафных баллов |
| --------------- | ----------------------- | ----------- | ------------------- | --------------- |
|                 | Александр Медведь (URS) | Туше (0:39) | Саид Мустафов (BUL) |                 |
|                 | Ахмет Айик (TUR)        | Пропускал   |                     |                 |